# ماری کونو
ماری کونو (انگلیسی: Mari Konno؛ زادهٔ ۱۸ مهٔ ۱۹۸۰) بازیکن بسکتبال اهل ژاپن است.